# 鬼郷
『鬼郷』（ききょう、귀향）は2016年2月24日に公開された韓国映画。日本未公開。

## 概要
2002年、監督のチョ・ジョンネがナヌムの家（慰安婦被害者の後援施設）で慰安婦に認定されている姜日出（カン・イルチュル）を取材して、制作を企画。クラウドファンディングなどで制作費を集めて、14年をかけて完成させた。韓国では累積観客数358万人を突破して、興業的に成功した。2017年9月にはシーンの追加と慰安婦の証言を加えたディレクターズ・エディション『鬼郷：終わらない物語』が発売された。

## 論争
フリーライターの崔碩栄は、姜日出（カン・イルチュル）の証言に基づいた内容ではなく、30名以上の元慰安婦の証言の中から、絵になりそうな部分だけを切り取って寄せ集めたり、証言にないシーンを付け加えたりしているという反日映画であると批判している。
2017年、韓国の歴史家シム・ヨンファンが自身のフェイスブックに掲載した韓国映画『軍艦島』の評論の中で、本作『鬼郷』について数年間慰安婦関連の資料を見て来たが映画の半分以上が慰安婦問題の歪曲であり、強制動員の現実は『軍艦島』の方がはるかに正確だと記述したところ、元慰安婦が共同生活を営むナヌムの家から「歴史を否定する悪意ある発言で、反歴史的、反人権的な詭弁」「被害者の名誉を毀損するもの」「映画『鬼郷』は日本軍性奴隷被害者のおばあさんたちの証言と実証資料を通じて制作されたものだ」とする報道資料を出され、慰安婦への名誉棄損として公開謝罪を要求された。これを受け、シムはフェイスブック上で「慰安婦のおばあさんに謝罪申し上げます。理由のいかんを問わず、おばあさんたちが傷付いたのだとしたらすべて私の過ちです。誠に申し訳ない」と謝罪した。